# Hakea anadenia
Hakea anadenia är en tvåhjärtbladig växtart som beskrevs av Laurence Arnold Robert Haegi. Hakea anadenia ingår i släktet Hakea och familjen Proteaceae. Inga underarter finns listade i Catalogue of Life.